# 게임 체인저
《게임 체인저》(영어: Concussion)는 2015년 미국의 전기 스포츠 드라마 영화이다. 피터 랜더즈먼이 감독과 각본을 맡았으며, 〈GQ〉에 실린 진 마리 라스캐스의 기사 “Game Brain”에 바탕하였다.

## 줄거리
2002년 피츠버그 스틸러스 센터였으며 명예의 전당 헌액자이기도 한 전 미식축구 선수 마이크 웹스터가 수년간의 자해와 노숙 생활 끝에 픽업 트럭에서 사망한 채 발견된다. 전 미식축구 선수 저스틴 스트렐직은 생전의 웹스터를 만나 자신이 기억력 감퇴로 고통받고 있으며 자녀들에게 헛소리를 하는가 하면 아내를 벽에 던져 버릴 뻔도 했다고 털어놓은 적이 있다. 이때 웹스터는 정신 착란 상태에서 본인의 명예의 전당 헌액 소감 일부였던 “우리가 할 일은 경기를 마치는 것”을 답으로 읊조린다.
나이지리아 출신인 앨러게니군 검시소 소속 법의학자 베넷 오말루가 웹스터의 검시를 담당한다. 그는 건강했던 사람의 상태가 어쩌다 그렇게 급속히 악화됐는지 의아해하며 웹스터의 뇌를 현미경 슬라이드로 면밀히 조사하다가 심각한 신경 외상 증거를 발견한다. 그는 웹스터가 반복적인 머리 타격이 끼친 장기적인 영향 탓에 사망했다는 결론을 내리고, 이 질환을 만성 외상성 뇌병증(CTE)이라고 명명한다. 그는 군 검시관 시릴 웩트, 신경과 전문의 스티븐 더코스키 등의 도움을 받아 연구 결과를 신경외과 수술 학술지에 발표하지만 미국 프로 미식축구 연맹(NFL)은 이를 일축한다.
오말루는 관련 활동에서 손을 떼길 종용하는 상당한 압력을 받는데, 이는 미식축구가 피츠버그에서 널리 사랑받는 스포츠이며 일자리와 대학 진학 기회를 제공하기 때문이다. 그 후 몇 년 동안 오말루는 스트렐직, 그리고 사망한 NFL 선수 테리 롱과 안드레이 워터스가 웹스터와 매우 유사한 증상을 보였다는 것을 발견한다.
새 NFL 협회장으로 로저 거델이 임명된 후 오말루는 선수 안전 위원회에서 연구 결과를 발표할 기회를 얻지만 직전에 위원회 회의 참석 금지를 통보받고, 그에게 협력해 온 전 스틸러스 팀 주치의 줄리언 베일스가 이를 대신 발표하게 된다. NFL은 이 연구 결과를 심각하게 받아들이지 않고 선수들의 머리 외상이 미식축구와 무관하다고 주장한다. 전 NFL 선수 협회(NFLPA) 임원인 데이브 두어슨은 오말루에게 격렬히 항의하며 아프리카로 돌아가라고 말한다.
NFL의 이미지를 실추한 것에 대한 보복으로, 웩트는 정치적 동기가 짙게 깔린 부패 혐의 기소를 당하고, 오말루는 미국에서 추방을 당할 수도 있다는 위협을 받는다. 아내 프리마는 운전 중 미행을 당한 후 유산을 겪는다. 부부는 피츠버그 외곽의 이상적인 집을 떠나 로다이로 이주하고, 오말루는 샌와킨군 검시소에서 일하게 된다.
3년 후 오말루는 인지 기능 악화를 더는 감당할 수 없었던 두어슨이 자살을 하면서 연구 정당성을 입증받는다. 두어슨은 유서에 오말루가 옳았음을 인정하고 향후 연구를 위해 뇌를 기증한다고 남긴다. 오말루는 NFLPA 회의에 뇌진탕(concussion)과 CTE 관련 발언자로 초청받는다. 그는 마이크 웹스터에 대해 알게 된 이상 자신에겐 NFL 선수들에게 그들이 경기에서 감수하고 있는 실제 위험을 알려야 할 책임이 생긴 것이라고 말한다. 그는 많은 선수들을 CTE로 잃은 NFL 사람들이 마음의 평화를 찾길 바란다고 말한다.
의회는 뇌진탕 문제와 관련해 NFL 조사를 강화한다. 마지막 몽타주는 전 미식축구 선수 주니어 세이아우의 2012년 자살 보도를 담고 있다. 인터타이틀은 오말루가 워싱턴 D.C.의 수석 검시관 자리를 제안받았지만 가족과 함께 로다이에 있기 위해 이를 거절했고 2015년 2월 미국 시민으로 귀화했으며, 웩트의 기소는 전부 기각되었고, 2011년 전 NFL 선수 수천 명이 NFL이 CTE의 위험에 대해 제대로 알려주지 않았다며 NFL을 상대로 고소를 했다는 것을 알린다.

## 출연진
- 윌 스미스 - 베넷 오말루 역
- 앨릭 볼드윈 - 줄리언 베일스 역
- 앨버트 브룩스 - 시릴 웩트 역
- 구구 음바타로 - 프리마 무티소 역
- 데이비드 모스 - 마이크 웹스터 역
- 알리스 하워드 - 조지프 머룬 역
- 마이크 오맬리 - 대니얼 설리번 역
- 에디 마선 - 스티븐 T. 더코스키 역
- 힐 하퍼 - 크리스토퍼 존스 역
- 아데왈레 아키누오예아그바제 - 데이브 두어슨 역
- 스티븐 모이어 - 론 해밀턴 역
- 리처드 T. 존스 - 안드레이 워터스 역
- 폴 라이저 - 엘리엇 펠먼 역
- 루크 윌슨 - 로저 거델 역
- 세라 린지 - 그레이시 역
- 매슈 윌리그 - 저스틴 스트렐직 역
- 비치 털럭 - 키나 스트렐직 역
- 에미 이쿼커 - 아모비 오코예 역 (크레디트 미기재)

## 기타 제작진
- 총괄 제작: 브루스 버그먼